# Ropica exocentroides
Ropica exocentroides là một loài bọ cánh cứng trong họ Cerambycidae.